# カザルヌオーヴォ・モンテロターロ
カザルヌオーヴォ・モンテロターロ（イタリア語: Casalnuovo Monterotaro）は、イタリア共和国プッリャ州フォッジャ県にある、人口約1,500人の基礎自治体（コムーネ）。

## 地理

### 位置・広がり

#### 隣接コムーネ
隣接するコムーネは以下の通り。
- カルランティーノ
- カザルヴェッキオ・ディ・プーリア
- カステルヌオーヴォ・デッラ・ダウニア
- チェレンツァ・ヴァルフォルトーレ
- コッレトルト (CB)
- ピエトラモンテコルヴィーノ
- サン・ジュリアーノ・ディ・プーリア (CB)